# Les Druides
Pour les articles homonymes, voir Druide.
 (septembre 2018).
Si vous disposez d'ouvrages ou d'articles de référence ou si vous connaissez des sites web de qualité traitant du thème abordé ici, merci de compléter l'article en donnant les références utiles à sa vérifiabilité et en les liant à la section « Notes et références ».
Les Druides est une série de bande dessinée créée par les scénaristes Jean-Luc Istin et Thierry Jigourel et le dessinateur Jacques Lamontagne. Ses neuf albums ont été publiés entre 2005 et 2016 par Soleil.
Elle retrace l'histoire de Gwenc'hlan le dernier des druides bretons et de Taran, son apprenti. Dans le scénario, l'église catholique est coupable d'avoir fait disparaître la tradition druidique.

## Synopsis
L’histoire se situe au Ve siècle en Bretagne  au moment de l’évangélisation de la Bretagne par les saints Bretons. Des moines ont été tués de façon mystérieuse et un prêtre catholique, frère Gwénolé charge le druide Gwenc'hlan d’enquêter sur ces meurtres.
Cette enquête conduit Gwenc’hlan et son apprenti Taran à travers le monde Celte, dans la légendaire cité d’Ys au château de Tintagel auprès du Roi Arthur, à Stonehenge, puis dans le pays des Pictes et des Scots.

## Albums
Publiée par Soleil dans sa collection « Soleil Celtic », Les Druides est dessinée par Jacques Lamontagne et écrite par Jean-Luc Istin, avec Thierry Jigourel  jusqu'au septième tome.
1. Le Mystère des Oghams, octobre 2005  (ISBN 2-84946-297-7).
2. Is la blanche, septembre 2006  (ISBN 2-84946-567-4).
3. La Lance de Lug, juin 2007  (ISBN 978-2-84946-857-9).
4. La Ronde des Géants, juin 2008  (ISBN 978-2-302-00220-3).
5. La Pierre de destinée, octobre 2009  (ISBN 978-2-302-00753-6).
6. Crépuscule, mars 2012  (ISBN 978-2-302-01836-5).
7. Les Disparus de Cornouaille, octobre 2012  (ISBN 978-2-302-02361-1).
8. Les Secrets d'Orient, septembre 2014  (ISBN 978-2-302-04229-2).
9. Le Temps des corbeaux, octobre 2016  (ISBN 978-2-302-05410-3).